# Liolaemus multimaculatus
Espèce
Synonymes
- Proctotretus multimaculatus Duméril & Bibron, 1837

Statut de conservation UICN

 EN B2ab(ii,iii) : En danger
Liolaemus multimaculatus est une espèce de sauriens de la famille des Liolaemidae.

## Répartition et habitat
Cette espèce est endémique d'Argentine. Elle vit uniquement dans les dunes de sable.

## Description
C'est un saurien ovipare.

## Publication originale
- Duméril & Bibron, 1837 : Erpétologie Générale ou Histoire Naturelle Complète des Reptiles. Librairie. Encyclopédique Roret, Paris, vol. 4, p. 1-570 (texte intégral).